# ミッキー・ハザード
ミッキー・ハザード（Micky HazardまたはMickey Hazard, 1960年2月5日 - ）は、イングランド・サンダーランド出身の元サッカー選手。ポジションはミッドフィールダー。

## 経歴
14歳の頃にトッテナム・ホットスパーFCのスカウトに見出されたが、年齢が若い為契約することが出来ず、1976年、16歳のときにトッテナムのユースチームに加入した。
1980年にトップチームデビューを果たす。1983-84シーズンのUEFAカップでは決勝戦のRSCアンデルレヒト戦での2つのゴールをアシストし、優勝に貢献した。
1985年にチェルシーFCへ30万ポンドの移籍金で移籍し、5年間プレー。1990年にポーツマスFCへ移籍した後、13万ポンドでスウィンドン・タウンFCへと移籍した。
スウィンドンでは、トッテナム時代のチームメイトであるグレン・ホドルの下で1992-93シーズンのクラブ初のプレミアリーグ昇格に貢献するなど3年間で120試合以上の試合に出場した。
1993年にもトッテナムでチームメイトだったオズワルド・アルディレスが率いる古巣トッテナムへ復帰。1995年に現役引退するまでプレーした。

## タイトル
トッテナム
- FAカップ:1980-81,1981-82
- FAチャリティ・シールド:1981
- UEFAカップ:1983-84

チェルシー
- フルメンバーズカップ:1986